# La nación clandestina
La nación clandestina è un film del 1990 diretto da Jorge Sanjinés.

## Trama
Il film narra la storia di un contadino, Sebastian, di origine aymara che viene espulso dalla sua comunità e nella città di La Paz verrà discriminato sia per il colore della pelle che per il suo status indiano.

## Riconoscimenti
- Festival Internazionale del Cinema di San Sebastián
  - Concha de Oro